# 1842
Năm 1842 (MDCCCXLII) là một năm bắt đầu từ ngày thứ ba theo lịch lịch Gregory hoặc năm bắt đầu từ ngày chủ nhật chậm 12 ngày theo lịch Julius.

## Sự kiện
29 tháng 8 - Chiến tranh nha phiến lần thứ nhất kết thúc.

## Sinh
- Không rõ – Nguyễn Phúc Đoan Lương, phong hiệu Tuy Lộc Công chúa, công chúa con vua Thiệu Trị (m. 1894).

## Mất
- Không rõ – Đoàn Văn Sách, võ quan nhà Nguyễn (s. ?).